# Dianna Agron
Dianna Elise Agron (Savannah, Geórgia, 30 de abril de 1986) é uma atriz norte-americana. Seu trabalho abrange telas e palcos, e seus prêmios incluem um Screen Actors Guild Award e uma indicação ao Brit Awards. Agron começou a atuar em pequenas produções teatrais na juventude, antes de estrear nas telas em 2006.  mais conhecida por interpretar Quinn Fabray na série de televisão Glee.
Após seu sucesso em Glee, Agron começou a trabalhar mais em filmes, estrelando primeiro a popular adaptação para jovens adultos Eu Sou o Número Quatro (2011) como Sarah Hart antes de assumir filmes voltados para públicos mais diversos, incluindo a comédia de máfia The Family de 2013 e Bare de 2015. Ela também dirigiu vários curtas-metragens e videoclipes e, em 2017, começou a se apresentar como cantora no Café Carlyle em Nova York, enquanto continuava a estrelar filmes como Novitiate e Hollow in the Land em 2017, Shiva Baby em 2020 e As They Made Us em 2022. Ela atuou e dirigiu parte do longa-metragem antológico de 2019 Berlin, I Love You, e retornou à televisão como protagonista na série dramática de fantasia da Netflix, The Chosen One (2023).
Agron é judia e falou sobre como sua religião se relaciona com sua carreira. Ela também se envolveu em trabalhos de caridade significativos, particularmente em apoio aos direitos LGBTQ+ e aos direitos humanos.

## Biografia
Agron nasceu em Savannah, Geórgia, foi criada em San Antonio, Texas e São Francisco, Califórnia. Filha de Mary e Ronald S. Agron, gerente geral dos hotéis Hyatt. Os seus avós paternos vieram originalmente da Rússia, e o sobrenome original, Agronsky, foi alterado por oficiais de imigração da Ilha Ellis. A família do pai de Dianna é judia (originária da Ucrânia, Rússia, Polónia, Letónia e Estónia). A mãe de Dianna tem ascendência alemã, irlandesa e inglesa. O pai dela nasceu em uma família Judia e sua mãe se converteu ao judaísmo. Dianna quando criança estudou em uma escola hebraica e teve um bat mitzvah, estudando também na Burlingame Intermediate School e depois na Burlingame High School em Burlingame, na California, onde ela foi nomeada "Homecoming Court". Começou a ter aulas de dança aos três anos de idade, pouco depois, iniciou suas aulas de balé e jazz, seguindo-as pelo resto de sua infância, chegando a dar aulas de dança durante a adolescência. Começou a se envolver com teatro assim que se formou na Burlingame High School, participando da montagem de Grease.

## Vida profissional

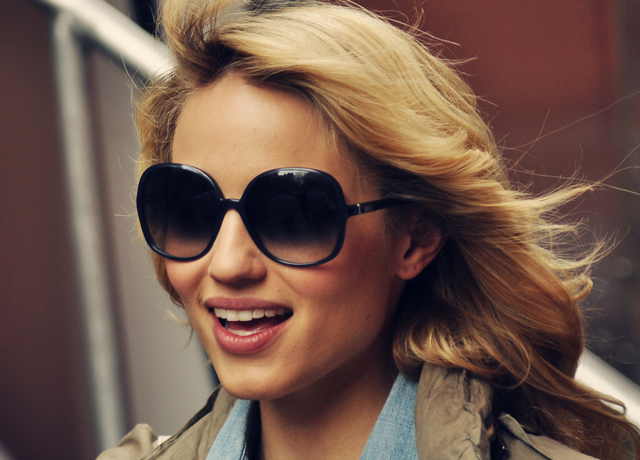
Dianna em Nova York em 2011, fotografada de Jiyang Chen.

Para ganhar experiência participou de diversos filmes amadores, Dianna fez sua estreia como atriz profissional no ano de 2006 em um pequeno papel secundário no filme para televisão “After Midnight: A vida atrás das grades”
Mesmo não sendo o início da carreira mais promissora, após sua estreia Dianna fez pequenas aparições em diversas séries, como CSI NY, Drake & Josh, Shark, Close to Home e Numb3rs. Também contracenou com Kristen Bell, interpretando uma estudante rica na famosa série Veronica Mars. O seguinte trabalho de Dianna foi para o a It’s a Mall World dirigido pelo futuro ator de Heroes, Milo Ventimiglia. Os episódios de a It’s a Mall World foram exibidos online.

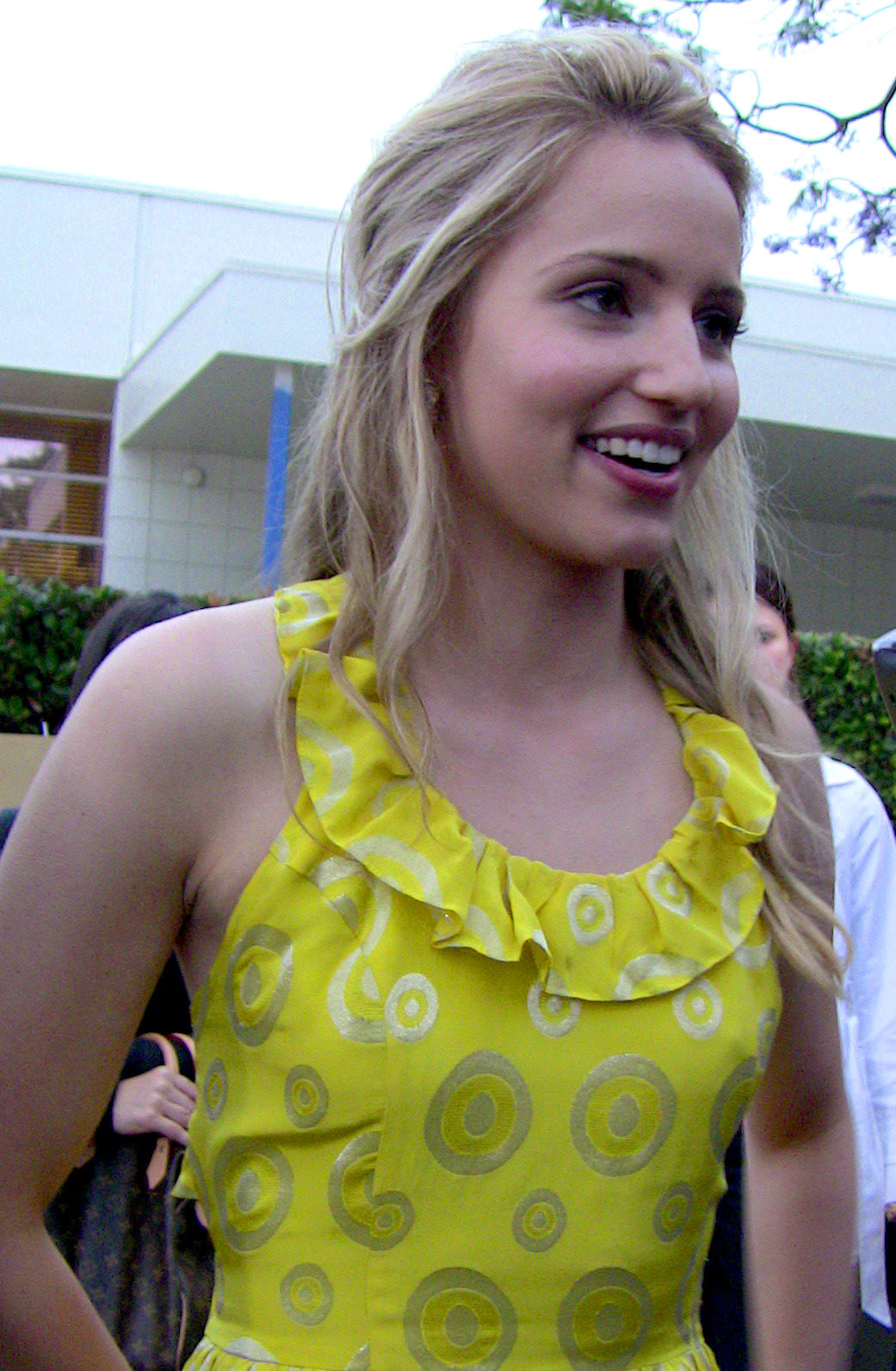
Dianna na premiere da série Glee em 2009.

No ano de 2007, Dianna ganhou impulso em sua carreira quando foi escalada para interpretar a cheerleader Debbie Marshall, a rival da indestrutível Claire Bennett interpretada por Hayden Panettiere na segunda temporada da série Heroes. Depois dos quatro episódios para a série, Dianna fez uma série de pequenos projetos para a TV incluindo os curtas-metragens Dinner With Raphael e A Fuchsia Elephant, ambos do ano de 2009.
Com o dom natural na dança e atuação, Dianna e sua personagem Quinn ganharam um respeitado espaço nas telas de TV da maior parte do mundo. Interpretando a bonita e popular Quinn, líder de torcida namorada do capitão do time de futebol americano Finn Hudson, que vê seu mundo desabar quando descobre estar grávida do melhor amigo do namorado. Cantando hits de sucesso como, Papa Don’t Preach, I Say a Little Prayer e You Keep Me Hangin’on, na série que durou 6 temporadas, Quinn tem de enfrentar as conseqüências da gravidez na adolescência, a rejeição social na escola e expulsão de casa da forma mais engraçada possível, com todos os problemas que um jovem no ápice da adolescência enfrenta.
Em 2010, Dianna dirigiu o clipe de "Body", de Thao with the Get Down Stay Down.
Com os papéis garantidos, nos filmes The Romantics, The Hunters, Bold Native, Dianna foi a protagonista do filme I Am Number Four, baseado no livro de James Frey e Jobie Hughe, produzido por Steven Spilberg e Jobie Hughe. A trama é focada em um grupo de nove adolescentes alienígenas que escaparam de seu planeta chamado Lorien pouco antes de ele ser destruído e aparecem na Terra na busca de um refúgio. Sarah interpretada por Dianna é a namorada do personagem de Alex Pettyfer (o nº4) alienígena que ao chegar a Terra assume a forma de um estudante do ensino médio.
Agron apresentou o GLAAD Media Award em Junho de 2012.
Dianna filmou no verão estadunidense de 2012, na França, o filme "The Family" de Luc Besson. Ela co-atua com atores de peso, como Robert DeNiro, Michelle Pfeiffer e Tommy Lee Jones. O filme estreou em outubro de 2013.
Dianna participou da campanha da Nintendo, "Play As You Are".
Ainda em 2012 foi anunciado que Dianna iria aparecer menos frequentemente em Glee, passando a condição de convidada. Durante a quarta temporada da série ela apareceu em apenas 3 episódios, em 2 na quinta temporada e voltou para a temporada final para participar de 3 episódios. Após o distanciamento de Glee, Dianna passou a focar em participar de filmes, deixando de lado programas de TV.
Em 2013, interpretou Brandon Flowers em "Just Another Girl", clipe retrospectivo da banda americana The Killers.
No ano de 2014 atuou no clipe de Im Not The Only One", do cantor e amigo pessoal, Sam Smith.
Em 2014, Dianna Agron gravou o filme Bare no Novo México como protagonista ao lado de Paz de La Huerta. Com direção de Natalia Leite e produção de Alexandra Roxo e Natalie Leite. O filme foi lançado em 30 de outubro de 2015.
Ainda em 2014 ela dirigiu o clipe de "Till Sunrise" do músico Goldroom. O clipe é estrelado por Jason Agron, irmão de Dianna e pela atriz Gabby Haugh, que interpretam um casal.
Entre 2014 e 2015 ela gravou diversos filmes independentes, foram eles Zipper (2015), Bare (2015), Tumbledown (2015), Headlock e The Crash (2017).
Em maio de 2015, ela estreiou a peça McQueen, dirigido por John Caird, ao lado de Stephen Wight no St. James Theatre, Londres, passando a viver na cidade durante a peça.
Dirigiu L'Américaine para Tory Burch como divulgação da coleção de Paris em 2015.
No ano de 2016 foi anunciado que Dianna integraria o elenco do filme Novitiate (2017). O filme estreou durante o festival de Sundance em janeiro de 2017 e foi muito elogiado pela crítica, recebendo inclusive comentários de possíveis indicações ao Oscar, o que atraiu interesse da Sony Pictures Classics que comprou os direitos para exibição do filme. O filme chegou aos cinemas em 27 de novembro de 2017, tendo uma estreia modesta nos EUA.
Ainda em 2016 Dianna gravou o filme Hollow in The Land (2016) no Canadá. O Filme estreou em 2017 chegando a ser exibido em alguns festivais e algumas salas de cinema nos EUA e no Canadá e foi disponibilizado por serviços de streaming como iTunes e Amazon.
Em setembro de 2017 foi anunciado que Dianna integraria o elenco do filme "Berlin, I Love You", dando sequência a coletânea cities of love. O filme traz 10 segmentos que se complementam contando uma história, Dianna ficou encarregada de atuar e dirigir um desses segmentos. As gravações ocorreram em outubro em Berlim.
Em Fevereiro de 2018 foi anunciado que Dianna interpretaria Laura Riding no filme "The Laureate", um drama sobre o poeta britânico Robert Graves.
Agron se juntou ao elenco do histórico filme biográfico The Laureate em 2018, no papel de Laura Riding. O filme conta a história da vida de Riding com Robert Graves e seus amantes, e também estrelado por Tom Hughes e Laura Haddock; terminou as filmagens em fevereiro de 2020. Em 2020, Agron interpretou Kim no filme Shiva Baby; ambientado em uma shiva e baseado na cultura judaica, Kim é, ironicamente, a único personagem do filme que não é judeu. Kim também é mãe e Agron trabalhou com um bebê durante as filmagens;  
o bebê costumava chorar, com o diretor dizendo que Agron era o único que conseguia acalmá-lo. O filme e seu elenco receberam elogios universais. Meghan White, do AwardsWatch, elogiou o desempenho de Agron por mostrar a "empatia de sua personagem: a agonia passa por seu rosto perfeito e vai embora tão rapidamente". Outra crítica, Kristy Puchko, do The Playlist, disse que "longe de sua personalidade na TV, Agron oferece uma atuação notavelmente contida que é humana e bem-humorada, nunca se inclinando para os tropos cansados de 'princesa shiksa' ou 'esposa ciumenta'." The Hollywood Reporter e Variety descreveram seu desempenho como "perfeito" e "impecável".

## Vida pessoal
Dianna é vegetariana e apoia o PETA. Ela também é uma ávida defensora e apoiadora dos direitos homossexuais.
Em 2011, ela foi submetida a uma cirurgia do nariz, por causa de um desvio de septo que ela tem desde a adolescência.
Dianna lançou o seu site "You, Me and Charlie" em 12 de Dezembro de 2011. Com a ajuda de muitos outros contribuidores, ela escrevia e coletava posts, no qual os assuntos variam de música, arte, fashion, e inpirações diárias. Vanity Fair elogiou o site, declarando que ele é "cheio de alegria, otimismo, e pessoas bonitas". O comando criativo do site foi terceirizado após alguns anos e o site acabou sendo descontinuado.
Ela também trabalhou com o The Trevor Project em 2012 para conseguir dinheiro como honra de seu aniversário. Depois de prometer corresponder com o mesmo valor de doações, ela e seus fãs doaram mais de US$26,000.
Dianna Agron chegou a namorar Dave Franco entre 2008 e 2009, tendo inclusive contracendo juntos em Dinner With Raphael e A Fuchsia Elephant.  Dianna chegou a se relacionar com seu colega de elenco Alex Pettyfer, com o qual protagonizou em "I Am Number Four". O relacionamento foi breve mas teve um fim conturbado.
Entre julho de 2013 e janeiro de 2014 Dianna namorou o empresário autraliano Nick Mathers.
Durante a edição de 2014 do festival de música Coachella, Dianna foi flagrada aos beijos com o ator australiano Thomas Cocquerel. O casal nunca chegou a assumir publicamente o relacionamento mas eram constantemente flagrados juntos, tendo ela ido até a Austrália passar duas semanas com amigos e familiares dele. Em novembro de 2014 foi noticiado o término do namoro.
Após se mudar para Londres em 2015, Dianna foi vista algumas vezes com o ator Nicholas Hoult mas eles nunca se procunciaram ou foram flagrados juntos.
Foi relatado pela primeira vez que Agron estava a namorar o guitarrista do Mumford & Sons, Winston Marshall, em julho de 2015, e o casal ficou noivo no final de 2015. Eles se casaram a 15 de outubro de 2016, em Marrocos. O casal manteve seu relacionamento relativamente privado, não postando sobre o outro nas redes sociais e tentando evitar fotógrafos. Eles começaram a viver separados em 2019 e se separaram oficialmente em agosto de 2020.

## Filmografia

### Filme
| Ano  | Título                           | Papel            | Obs.                                                 |
| ---- | -------------------------------- | ---------------- | ---------------------------------------------------- |
| 2006 | When a Stranger Calls            | Líder de torcida | Não creditada                                        |
| 2006 | After Midnight: Life Behind Bars | Kelly            | Fime para TV                                         |
| 2007 | T.K.O.                           | Dyanna           |                                                      |
| 2007 | Skid Marks                       | Megan            |                                                      |
| 2007 | Rushers                          | Kyle's Girl      | Curta                                                |
| 2008 | The General                      | Anna             | Curta do Funny or Die                                |
| 2009 | A Fuchsia Elephant               | Charlotte Hill   | Curta, também produziu, dirigiu e escreveu o roteiro |
| 2009 | Dinner with Raphael              | Dianna           | Curta-metragem do Funny or Die                       |
| 2009 | Celebrities Anonymous            | Sadie            | Filme para TV                                        |
| 2010 | Bold Native                      | Samantha         |                                                      |
| 2010 | The Romantics                    | Minnow           |                                                      |
| 2010 | Burlesque                        | Natalie          |                                                      |
| 2011 | The Hunters                      | Alice            |                                                      |
| 2011 | I Am Number Four                 | Sarah Hart       |                                                      |
| 2011 | Glee: The 3D Concert Movie       | Quinn Fabray     |                                                      |
| 2013 | The Family                       | Belle Blake      |                                                      |
| 2015 | L'Américaine                     | -                | Curta, foi diretora                                  |
| 2015 | Zipper                           | Dalia            | coadjuvante                                          |
| 2015 | Tumbledown                       | Finley           | coadjuvante                                          |
| 2015 | Bare                             | Sarah Barton     | protagonista                                         |
| 2015 | Unity                            | Narradora        | Documentário                                         |
| 2017 | Novitiate                        | Irmã Mary Grace  |                                                      |
| 2017 | The Crash                        | Amelia Rhondart  | Coadjuvante                                          |
| 2017 | Hollow in the Land               | Alison Miller    |                                                      |
| 2018 | Ralph Breaks the Internet        | News Anchor      | Voz                                                  |
| 2019 | Against the Clock                | Tess Chandler    |                                                      |
| 2019 | Berlin, I Love You               | Katarina         | Diretora                                             |
| 2020 | Abracashoes                      | Voluntária       | Curta-metragem                                       |
| 2020 | Shiva Baby                       | Kim Beckett      |                                                      |
| 2021 | The Laureate                     | Laura Riding     |                                                      |
| TBA  | As Sick as They Made Us          |                  | [ 25 ]                                               |

### Televisão
| Ano       | Título            | Papel           | Obs.                                                                                    |
| --------- | ----------------- | --------------- | --------------------------------------------------------------------------------------- |
| 2006      | Close To Home     | Garota bêbada   | Episódio: "Homecoming"                                                                  |
| 2006      | CSI: NY           | Jessica Grant   | Episódio: "Murder Sings the Blues"                                                      |
| 2006      | Drake & Josh      | Lexi            | Episódio:"The Great Doheney"                                                            |
| 2006      | Shark             | Gia Mellon      | Episódio: "Love Triangle"                                                               |
| 2006      | Veronica Mars     | Jenny Budosh    | 3 episódios                                                                             |
| 2007      | Heroes            | Debbie Marshall | 5 episódios                                                                             |
| 2007      | It's a Mall World | Harper          | 13 episódios                                                                            |
| 2008      | Numb3rs           | Kelly Rand      | Episódio: "Jack of All Trades"                                                          |
| 2009–2015 | Glee              | Quinn Fabray    | Elenco principal (da 1ª a 3ª temporada) Personagem recorrente da 4ª temporada em diante |
| 2012      | Punk'd            | Ela própria     | 9ª temporada, 3º episódio                                                               |
| 2012      | The Glee Project  | Ela própria     | Mentora 2ª temporada, 10º episódio: "Actability"                                        |

## Discografia

### Solos em Glee
| "Solos em Glee"                                    | "Solos em Glee"                        | "Solos em Glee"            | "Solos em Glee" | "Solos em Glee" |
| Nome da canção                                     | Versão original                        | Episódio                   | nota | Canta com: |
| -------------------------------------------------- | -------------------------------------- | -------------------------- | --- | --- |
| "I Say a Little Prayer"                            | Dionne Warwick                         | Showmance                  | Lançada como single e incluída em Glee: The Music, Volume 1 | Backing Vocal de Naya Rivera (Santana Lopez) e Heather Morris (Brittany S. Pierce)                                                                 |
| "Don't Stop Believin'"                             | Journey                                | The Rhodes Not Taken       | Finn e Quinn no vocal principal, apenas um trecho da música | Cory Monteith |
| "You Keep Me Hangin' On"                           | The Supremes                           | Throwndown                 | Lançada com single e incluída em Glee: The Music, Volume 1 | Solo com Backing Vocal de Naya Rivera (Santana Lopez) e Heather Morris (Brittany S. Pierce)                                                        |
| "Papa Don't Preach"                                | Madonna                                | Hairography                | Lançada com single | Solo com Mark Salling (Noah Puckerman) tocando violão                                                                                              |
| "Express Yourself"                                 | Madonna                                | The Power of Madonna       | Lançada como single e incluída em Glee: The Music, The Power of Madonna                                                                                         | Lea Michele, Amber Riley, Jenna Ushkowitz, Naya Rivera e backing vocal de Heather Morris                                                           |
| "Bad Romance"                                      | Lady GaGa                              | Theatricality              | Lançada como single, atingindo a posição #54 no Hot 100 da Billboard, e incluída em Glee: The Music, Volume 3 Showstoppers                                      | Chris Colfer, Amber Riley, Jenna Ushkowitz, Naya Rivera e backing vocal de Lea Michele e Heather Morris                                            |
| "It's a Man's World"                               | James Brown                            | Funk                       | Lançada como single, atingindo a posição #95 no Hot 100 da Billboard                                                                                            | Solo com backing de grávidas |
| "Any Way You Want It/Lovin' Touchin' Squeezin"     | Journey                                | Regionais                  | Lançada como single | Faz Backing vocal com Jenna Ushkowitz para Amber Riley e Lea Michele                                                                               |
| "Oops!... I Did It Again"                          | Britney Spears                         | A Audição                  | Foi excluída do episódio | Solo, com Backing vocal de Naya Riveira e Heather Morris                                                                                           |
| "I Look to You"                                    | Whitney Houston                        | Grilhed Cheesus            | Alcançou a posição #74 na Billboard Hot 100 e na Canadian Hot 100.                                                                                              | Faz Backing vocal com Jenna Ushkowitz para Amber Riley                                                                                             |
| "Toxic"                                            | Britney Spears                         | Britney e Brittany         | Lançada como single, atingiu a posição #16 no Hot 100 da Billboard e incluída em Glee: The Music, Vol. 4.                                                       | Canta com Matthew Morrison nas últimas duas linhas                                                                                                 |
| "One Of Us"                                        | Joan Osborne                           | Grilled Cheesus            | Alcançou a posição #37 na Billboard Hot 100, #27 na Canadian Hot 100 e #31 na Irish Singles Chart e incluída em Glee: The Music, Vol. 4.                        | Jenna Ushkowitz, Cory Monteith Chris Colfer, Amber Riley, Lea Michele e backing vocal dos restantes                                                |
| "Lucky"                                            | Jason Mraz e Colbie Caillat            | Duets                      | Atingiu a posição #27 no Hot 100 da Billboard e incluída em Glee: The Music, Vol. 4.                                                                            | Dueto com Chord Overstreet |
| "Damn It, Janet"                                   | The Rocky Horror Picture Show          | The Rocky Horror Glee Show | Lançada como single e incluida em Glee: The Music, The Rocky Horror Glee Show                                                                                   | Faz backing vocal com Chris Colfer e Amber Riley para solo de Lea Michele e Cory Monteith                                                          |
| "Time Warp"                                        | The Rocky Horror Picture Show          | The Rocky Horror Glee Show | Lançada como single, atingiu a posição #89 no Hot 100 da Billboard e incluida em Glee: The Music, The Rocky Horror Glee Show                                    | Chris Colfer, Cory Monteith, Kevin McHale, Heather Morris, Jenna Ushkowitz e backing vocal do restante                                             |
| "Marry You"                                        | Bruno Mars                             | Furt                       | Lançada como single e incluída em Glee: The Music, Vol. 4, Atingiu a posição #32 na Billboard Hot 100.                                                          | Lea Michele, Cory Monteith, Chord Overstreet, Kevin McHale e Jenna Ushkowitz                                                                       |
| "(I've Had) The Time Of My Life"                   | Dirty Dancing                          | Special Education          | Lançada como single alcançou a posição #38 no Hot 100 Billboard e incluída em Glee: The Music, Vol. 4                                                           | Dueto com Chord Overstreet |
| "Deck The Rooftop"                                 | -                                      | A Very Glee Christmas      | Incluida em Glee: The Music, Christmas Album | Amber Riley, Naya Rivera, Cory Monteith, Lea Michele e Jenna Ushkowitz                                                                             |
| "The Most Wonderfoul Day Of Year"                  | -                                      | A Very Glee Christmas      | Incluida em Glee: The Music, Christmas Album | Heather Morris, Kevin McHale, Chord Overstreet, Jenna Ushkowitz e backing vocal do restante                                                        |
| "God Rest Yet Merry Gentlmen"                      | -                                      | A Very Glee Christmas      | Incluida em Glee: The Music, Christmas Album | Amber Riley, Jenna Ushkowitz, Naya Rivera e Lea Michele                                                                                            |
| "Afternoon Delight"                                | Starland Vocal Band                    | Sexy                       | Lançada como Single | Mark Salling, Lea Michele, John Stamos, Jayma Mays                                                                                                 |
| "I Feel Pretty/Unpretty"                           | West Side Story (musical)/TLC          | Born This Way              | alcançou a posição #22 no Hot 100 Billboard, a posição #13 no Digital Songs da Billboard e #28 no Canadian Hot 100 Billboard Incluida em Glee, The Music, Vol.6 | Dueto com Lea Michele (Rachel Berry) |
| "I Don't Want to Know"                             | Fleetwood Mac                          | Rumours                    | Lançada como Single | Dueto com Cory Monteith (Finn Hudson) |
| "Don't Stop"                                       | Fleetwood Mac                          | Rumours                    | Incluida em Glee, The Music, Vol.6 | Chord Overstreet, Lea Michele, Cory Montheith e backing vocal do restante                                                                          |
| "I Can't Go For That/You Make My Dreams Come True" | "Hall & Oates"                         | Mash-Off                   | Lançada como Single | Cory Monteith, Jenna Ushkowitz, Damian McGinty e backing vocal do restante                                                                         |
| "Red Solo Cup"                                     | "Toby Keith"                           | Hold To Sixteen            | Lançada como Single | Faz backing vocal com Cory Monteith e Jenna Ushkowitz e restante para Chord Overstreet                                                             |
| "ABC"                                              | "Michael Jackson"                      | Hold To Sixteen            | Lançada como Single | Jenna Ushkowitz, Harry Shum Jr. e Chris Colfer com backing vocal do restante                                                                       |
| "Control"                                          | "Janet Jackson"                        | Hold To Sixteen            | Lançada como Single | Darren Criss e Kevin McHale, com backing vocal do restante                                                                                         |
| "We Are Young"                                     | "fun."                                 | Hold To Sixteen            | Lançada como Single | Cory Monteith, Lea Michele, Chord Overstreet, Amber Riley e Naya Rivera                                                                            |
| "Never Can Say Goodbye"                            | "The Jackson 5"                        | Michael                    | Lançada como Single | musica solo |
| "Cherish/Cherish"                                  | "Madonna"                              | Heart                      | Lançada como Single | canta com Chord Overstreet, Amber Riley(mercedes jones) e Samuel Larsen (joe hart)                                                                 |
| "I'm Still Standing"                               | "Elton John"                           | Big Brother                | Lançada como Single | canta com Kevin Mchale |
| "Up Up Up"                                         | "Givers"                               | Big Brother                | Lançada como Single | canta com Kevin Mchale |
| "Saving All My Love for You"                       | "Whitney Houston"                      | Dance With Somebody        | Lançada como Single | canta com Samuel Larsen |
| "Edge Of Glory"                                    | "Lady Gaga"                            | Nationals                  | Lançada como Single | Canta com Naya Rivera, Jenna Ushkowitz e Amber Riley                                                                                               |
| "We Are The Champions"                             | "Queen"                                | Nationals                  | Lançada como Single | Canta com Lea Michele, Cory Monteith, Naya Rivera, Chris Colfer, com backing vocal do restante                                                     |
| "Tongue Tied"                                      | "Grouplove"                            | Nationals                  | Lançada como Single | Canta com Lea Michele, Kevin Mchale, Naya Rivera e Cory monteith.                                                                                  |
| "Seasons Of Love"                                  | "Rent"                                 | Nationals                  | Foi excluída da terceira temporada | Canta junto com Cory Monteith,Lea Michele,Amber Riley,Naya Rivera,Heather Morris,Mark Salling e Chris Colfer                                       |
| "Home/Homeward Bound"                              | "Phillip Phillips / Simon & Garfunkel" | Thanksgiving               | Season 4, Volume 1 | Canta com Cory Monteith, (Naya Rivera, Mark Salling, Amber Riley) e Harry Shum Jr.                                                                 |
| "Come See About Me"                                | "The Supremes"                         | Thanksgiving               | Lançada como Single | Canta com Naya Rivera e Heather Morris |
| "Love Song"                                        | "Sara Bareilles"                       | Naked                      | Lançada como Single | Canta com Naya Rivera e Lea Michele |
| "We've Got Tonite"                                 | "Bob Seger"                            | I Do                       | Lançada como Single | Canta com Lea Michele, Cory Monteith, Chris Colfer, Darren Chris, Naya Rivera, Jacob Artist, Melissa Benoist, Kevin McHale e Ali Stroker           |
| "Toxic"                                            | "Britney Spears"                       | 100                        | Lançada como Single | Canta com Naya Rivera e Heather Morris |
| "Just Give Me a Reason"                            | "Pink"                                 | New Directions             | Lançada como Single | Canta com Mark Salling |
| "Take On Me"                                       | "A-Ha"                                 | Homecoming                 | Lançada como Single | Canta com Lea Michele, Amber Riley, Naya Rivera, Mark Salling, Heather Morris, Kevin McHale & Jenna Ushkowitz                                      |
| "Problem"                                          | "Ariana Grande feat. Iggy Azalea"      | Homecoming                 | Lançada como Single | Canta com Naya Rivera, Heather Morris & Kevin McHale                                                                                               |
| " Home"                                            | "Edward Sharpe and the Magnetic Zeros" | Homecoming                 | Lançada como Single | Canta com Lea Michele, Chris Colfer, Jenna Ushkowitz, Naya Rivera, Mark Salling, Kevin McHale, Billy Lewis Jr., Laura Dreyfuss & Marshall Williams |